# Eratoneura spinea
Eratoneura spinea är en insektsart som först beskrevs av Knull 1951.  Eratoneura spinea ingår i släktet Eratoneura och familjen dvärgstritar. Inga underarter finns listade i Catalogue of Life.